# Alfredo Attadía
Alfredo Adolfo Attadía (* 9. Januar 1914 in San Martín; † 30. Januar 1982 in Caracas, Venezuela), bekannt als El Bandoneón de Oro, war ein argentinischer Bandoneonist, Bandleader, Arrangeur und Komponist.

## Leben und Wirken
Attadía war Schüler von Agustín Dellafranca. Seine ersten professionellen Auftritte hatte er mit dem Orchester Alberto Puglieses. Er gründete dann mit dem Pianisten Alfredo De Angelis die Formation Típica Florida und schloss sich 1933 dem Alfredo Gobbi Sextett an. Seiner nächsten eigenen Formation gehörten Aníbal Troilo, Orlando Goñi, José Goñi und Agustín Furchi an. Darauf trat er mit Ricardo Malerbas Orchester auf, dann begleitete er den Sänger Aldo Campoamor.
Seine ersten Arrangements schrieb Attadía für das Orchester von Rodolfo Biagi. 1939 engagierte ihn Armando Baliotti als Lead-Bandoneonisten der Bandoneonsektion seines Orchesters, der Argentino Galván, Armando Blasco und Eduardo Del Piano angehörten. Danach machte ihn Ángel D’Agostino zum Leadbandoneonisten seines Orchesters. 1943 trennten er und Ángel Vargas sich von dieser Formation und gründeten ein eigenes Orchester. Die Zusammenarbeit mit Vargas dauerte nur wenige Monate, und Attadía ging mit seinem Orchester nach Montevideo, wo er ein Jahr lang auftrat.
Nach seiner Rückkehr nach Argentinien waren nacheinander Ricardo Gómez, Alberto Ortíz, Héctor Pacheco, Armando Moreno und Enzo Valentino die Sänger seines Orchesters. Es entstanden zahlreiche Aufnahmen u. a. bei den Labels Lince Records und Pathé Records. Mit wachsendem Erfolg trat das Orchester u. a. im Dancing Ocean, im Cabaret Moulin Rouge und in Montevideo im Café El Ateneo auf. Nach dem Sturz des Präsidenten Juan Perón 1955 ging Attadía ins Exil nach Caracas, wo er 1982 an einem Herzinfarkt starb.

## Aufnahmen
- Descamisado (von Antonio Helú und Enrique Maroni)
- Peronista (von Sebastián Piana und Enrique Maroni)
- Milonga para Gardel
- Senda florida
- Araca corazón
- El Yacaré
- Las cuarenta
- Cualquier cosa
- Color de rosa
- Recuerdo de mi madre
- Betinoti
- Tus besos fueron míos

## Kompositionen
- Tres esquinas
- El Yacaré (mit Mario Soto)
- Hay que vivirla compadre
- El cocherito
- Y te dejé partir (Text von José María Contursi)
- El negro Pintos
- Compadreando
- Entre copa y copa
- Notas de bandoneón